# Campeonato Brasileño de Fútbol Serie B 2010
La Serie B del Campeonato Brasileño de Fútbol de 2010 comenzó el 7 de mayo de 2010 y finalizó el 27 de noviembre del mismo año. El sistema de juego fue el mismo al de las dos temporadas anteriores y es idéntico al usado en la Serie A. Los 20 equipos jugaron en enfrentamientos de todos contra todos.

## Equipos participantes
| Equipo           | Ciudad             | Estado              | Estadio                     | En 2009        |
| ---------------- | ------------------ | ------------------- | --------------------------- | -------------- |
| América de Natal | Natal              | Rio Grande do Norte | Frasqueirão                 | 16º            |
| América Mineiro  | Belo Horizonte     | Minas Gerais        | Arena do Jacaré*            | 1º en Serie C  |
| ASA              | Arapiraca          | Alagoas             | Estadio Coaracy Fonseca     | 2º en Serie C  |
| Bahia            | Salvador de Bahía  | Bahia               | Estadio de Pituaçu          | 12º            |
| Bragantino       | Bragança Paulista  | São Paulo           | Estadio Nabi Abi Chedid     | 9º             |
| Brasiliense      | Taguatinga         | Distrito Federal    | Estadio Boca do Jacaré      | 14º            |
| Coritiba         | Curitiba           | Paraná              | Estadio Couto Pereira       | 17º en Serie A |
| Duque de Caxias  | Duque de Caxias    | Río de Janeiro      | Estadio São Januário        | 8º             |
| Figueirense      | Florianópolis      | Santa Catarina      | Estadio Orlando Scarpelli   | 6°             |
| Guaratinguetá    | Guaratinguetá      | São Paulo           | Estadio Dario Leite         | 4° en Serie C  |
| Icasa            | Juazeiro do Norte  | Ceará               | Romeirão                    | 3° en Serie C  |
| Ipatinga         | Ipatinga           | Minas Gerais        | Ipatingão                   | 15º            |
| Náutico          | Recife             | Pernambuco          | Aflitos                     | 19° en Serie A |
| Paraná Clube     | Curitiba           | Paraná              | Vila Capanema               | 10º            |
| Ponte Preta      | Campinas           | São Paulo           | Estadio Moisés Lucarelli    | 11º            |
| Portuguesa       | São Paulo          | São Paulo           | Estadio do Canindé          | 5º             |
| Santo André      | Santo André        | São Paulo           | Estadio Bruno José Daniel   | 18° en Serie A |
| São Caetano      | São Caetano do Sul | São Paulo           | Estadio Anacleto Campanella | 7º             |
| Sport Recife     | Recife             | Pernambuco          | Ilha do Retiro              | 20° en Serie A |
| Vila Nova        | Goiânia            | Goiás               | Estadio Serra Dourada       | 13º            |

## Clasificación final
| Pos | Equipos              | J  | V  | E  | D  | GF | GC | DG  | Pts |
| --- | -------------------- | -- | -- | -- | -- | -- | -- | --- | --- |
| 1º  | Coritiba (C)         | 38 | 21 | 8  | 9  | 69 | 49 | 20  | 71  |
| 2º  | Figueirense          | 38 | 19 | 10 | 9  | 68 | 37 | 31  | 67  |
| 3º  | Bahia                | 38 | 19 | 8  | 11 | 63 | 44 | 19  | 65  |
| 4º  | América Mineiro      | 38 | 19 | 6  | 13 | 56 | 42 | 14  | 63  |
| 5º  | Portuguesa           | 38 | 19 | 5  | 14 | 68 | 53 | 15  | 62  |
| 6º  | Sport Recife         | 38 | 15 | 11 | 12 | 55 | 41 | 14  | 56  |
| 7º  | Paraná               | 38 | 15 | 8  | 15 | 47 | 44 | 3   | 53  |
| 8º  | Bragantino           | 38 | 13 | 14 | 11 | 52 | 37 | 15  | 53  |
| 9º  | ASA                  | 38 | 16 | 4  | 18 | 53 | 56 | -3  | 52  |
| 10º | São Caetano          | 38 | 14 | 10 | 14 | 50 | 52 | -2  | 52  |
| 11º | Duque de Caxias      | 38 | 15 | 5  | 18 | 46 | 56 | -10 | 50  |
| 12º | Icasa                | 38 | 13 | 10 | 15 | 51 | 52 | -1  | 49  |
| 13º | Náutico              | 38 | 14 | 6  | 18 | 41 | 60 | -19 | 48  |
| 14º | Ponte Preta          | 38 | 12 | 12 | 14 | 49 | 48 | 1   | 48  |
| 15º | Guaratinguetá        | 38 | 11 | 14 | 13 | 48 | 58 | -10 | 47  |
| 16º | Vila Nova            | 38 | 13 | 7  | 18 | 50 | 68 | -18 | 46  |
| 17º | Brasiliense (D)      | 38 | 12 | 10 | 16 | 41 | 59 | -18 | 46  |
| 18º | Santo André (D)      | 38 | 11 | 10 | 17 | 53 | 61 | -8  | 43  |
| 19º | Ipatinga (D)         | 38 | 11 | 8  | 19 | 47 | 62 | -15 | 41  |
| 20º | América de Natal (D) | 38 | 11 | 8  | 19 | 40 | 68 | -28 | 41  |

- Pts=Puntos; J=Partidos jugados; G=Partidos ganados; E=Partidos empatados; P=Partidos perdidos; GF=Goles a favor; GC=Goles en contra; Dif=Diferencia de goles.

|  |                                |
|  | Ascendidos a la Serie A 2011.  |
|  | Descendidos a la Serie C 2011. |

| Brasil              |
| Campeón             |
| Coritiba 2.º título |

## Goleadores
- Actualizado el 8 de diciembre de 2010

| Jugador           | Jugador      | Goles | Equipo          |
| ----------------- | ------------ | ----- | --------------- |
| Bandera de Brasil | Alessandro   | 21    | Ipatinga        |
| Bandera de Brasil | Fábio Júnior | 19    | América Mineiro |
| Bandera de Brasil | Ciro         | 16    | Sport           |
| Bandera de Brasil | Roni         | 16    | Vila Nova       |